# 井上大助 (俳優)
井上 大助（、1935年5月20日 - 1977年8月12日）は、日本の俳優。東京市京橋区（現：東京都中央区）越前堀出身。本名は入村 直一。一時期、井上 大介名義で活動していた。

## 略歴・人物
生家は製本工場。1950年、東宝配給映画『山のかなたに』（千葉泰樹監督）の井上大助役のオーディションに合格して、同作の役名を芸名にして俳優デビュー。翌年には東宝の専属となり、「下町の端正なヤンチャな二枚目」の少年スターとして人気が爆発する。1954年、中央高等学校（現・中央学院大学中央高等学校）を経て中央商科短期大学に入学するが、中退して俳優業に専念する。このころ、趣味の寄席見物を通じ、立川談志や毒蝮三太夫らと知り合い、親交をはじめた。
演技力を評価されていたが、1960年代に入ると、次第に主要な役がつかなくなり、仕事内容が端役ばかりとなっていき、やがて酒に溺れるようになった。この時期の井上を間近で見ていた談志は「人気の頃にその人気をどう処理していいのかワカンなくなっちゃったようなところが見えた」「子役がつきあたる壁もあったろう」と述懐している。
1972年公開の『紙芝居昭和史 黄金バットがやって来る』を最後に映画界から遠ざかった。晩年、事業に失敗して生家を売り払い、東京都日野市に転居した。1977年8月12日、胃穿孔のため死去。42歳没。

## 出演作品

### 映画
※すべて東宝配給
- 山のかなたに（1950年、新東宝） - 井上大助（美佐子の弟）
- えり子とともに（1951年） - 河村良介
- 若い娘たち（1951年） - 大助
- 白痴（1951年、松竹） - 香山薫
- 西城家の饗宴（1951年） - 泰三郎
- 若人の歌（1951年） - 大助
- ホープさん サラリーマン虎の巻（1951年） - 大助（給仕）
- ラッキーさん（1952年） - 大助（給仕）
- 息子の花嫁（1952年） - 大助
- 金の卵（1952年） - 大助
- 三等重役（1952年） - 大助
  - 三等重役
  - 続三等重役
- 東京の恋人（1952年） - 大助（靴磨きの少年）
- 浅草四人姉妹（1952年） - 五郎
- 結婚案内（1952年） - 大助
- 夫婦（1953年） - 佐藤守夫
- ひまわり娘（1953年） - 宗太郎
- 飛んできた日曜日（1953年）
- 金さん捕物帖 謎の人形師（1953年） - 大助
- 誘蛾燈（1953年） - 野球場の中学生
- 純情社員（1953年） - 大助（給仕）
- 若い瞳（1954年） - 松川保
- かくて自由の鐘は鳴る（1954年） - 中上川彦次郎
- 乾杯!女学生（1954年） - 大助君
- 真白き富士の根（1954年） - 町田浩
- 石中先生行状記 青春無銭旅行（1954年） - 小林謙一
- 恋化粧（1955年） - 孝助
- 明治一代女（1955年） - 武彦
- 幸福を配達する娘（1955年） - 四郎
- 雪の炎（1955年）
- 十九の花嫁（1955年） - 森京良一
- 五十円横町（1955年） - 岡安民三
- アツカマ氏とオヤカマ氏（1955年） - 給仕のキンちゃん
- 風流交番日記（1955年、新東宝） - 三郎（スリの青年）
- 不良少年の母（1955年） - 敏也
- 初恋三人息子（1956年） - デン助
- 社長シリーズ
  - へそくり社長（1956年） - 大塚英一
  - 続へそくり社長（1956年） - 大塚英一
  - 社長忍法帖（1965年） - ホテルのボーイ
  - 続・社長千一夜（1967年） - ボーイ
- 花嫁会議（1956年） - 良一
- 若い樹（1956年） - 政どん
- チエミの婦人靴（1956年） - 柴谷又吉
- ロマンス娘（1956年） - 山崎
- 兄とその妹（1956年） - 河合（給仕）
- 空の大怪獣ラドン（1956年） - 自衛隊員
- 美貌の都（1957年） - チンピラやくざ
- 続大番 風雲篇（1957年） - 御用聞きの男
- 森繁は僕の美容師（1957年） - 為造
- 青い山脈（1957年） - 青年
  - 青い山脈
  - 続青い山脈
- 花嫁三重奏（1958年） - 三太
- 大当り狸御殿（1958年） - 豆太郎
- 裸の大将（1958年） - まっちゃん
- 青春の丘の上（1959年） - 江口格
- 潜水艦イ-57降伏せず（1959年） - ペナン基地の従兵
- アイ・ラブ・ユウ（1959年） - 大学生
- がめつい奴（1960年） - 交通事故の巡査
- 名もなく貧しく美しく（1961年） - 肉屋の店員
- 銀座の恋人たち（1961年） - 五郎
- アワモリ君シリーズ - アベックの男
  - アワモリ君売出す（1961年）
  - アワモリ君乾杯!（1961年）
- 二人の息子（1961年）
- 社長シリーズ - 増川
  - サラリーマン清水港（1962年）
  - 続サラリーマン清水港（1962年）
- 重役候補生No.1（1962年） - 山田
- 香港の星（1962年） - 雑誌社のカメラマン助手
- クレージー映画
  - ニッポン無責任時代（1962年） - 春木（バーテン[1]）
  - ニッポン無責任野郎（1962年） - 靴を磨く男
  - 日本一の色男（1963年） - 吉田（ローズ化粧品社員）
  - 日本一のホラ吹き男（1964年） - バーのボーイ
  - ホラ吹き太閤記（1964年） - 厩の番人
  - 大冒険（1965年） - クラブサハラのボーイ、愛知県警の警察無線の声 [2役]
  - クレージー黄金作戦 （1967年） - 競輪場の観客
  - クレージーの怪盗ジバコ（1967年） -  造船所の労働者
  - 日本一の男の中の男（1967年） - グリルの客
  - クレージーの大爆発（1969年） - パトカーの警官
- 箱根山（1962年） - 小林孝次郎（玉屋のグループ客）
- 若い季節（1962年） - 鈴木
- 河のほとりで（1962年） - 学生
- ホノルル・東京・香港（1963年） - タクシー運転手
- お姐ちゃん三代記（1963年） - 田部弥一
- 今日もわれ大空にあり（1964年） - 街の若者
- 宇宙大怪獣ドゴラ（1964年） - 新聞記者[1]
- 西の王将東の大将（1964年） - 丸尾
- 団地・七つの大罪（1964年） - 若い職員
- ゴジラシリーズ
  - 三大怪獣 地球最大の決戦（1964年） - 野次馬[1][2]
  - 怪獣総進撃（1968年） - 記者[2]、統合防衛司令部将校[2]、国連科学委員会技師[2]
  - ゴジラ対ヘドラ（1971年） - ヘドラに踏み潰される下士官[2]
- 太平洋奇跡の作戦 キスカ（1965年） - 阿武隈の見張り兵
- フランケンシュタイン対地底怪獣（1965年） - 村の若者
- 100発100中（1965年） - 羽田空港の係員、ボウリング場の客 [2役]
  - 100発100中 黄金の眼（1968年） - ホテルのボーイ
- エレキの若大将（1965年）- アメフト部の部員
- 奇巌城の冒険（1966年） - ペシルの民
- 東宝8.15シリーズ
  - 連合艦隊司令長官 山本五十六（1968年） - 大和の下士官
  - 日本海大海戦（1969年） - 早船の漁民
  - 激動の昭和史 軍閥（1970年） - 毎朝新聞社の記者
- 悪魔が呼んでいる（1970年） - 郵便配達夫
- 愛ふたたび（1971年）- 電気店の店員
- 紙芝居昭和史 黄金バットがやって来る（1972年）

### テレビドラマ
- にっこり右門 第6話（1960年）
- ここに人あり 第156話「霧の夜の女たち」（1960年）
- 風の視線（1962年）
- 青春の群像 第2話（1963年）
- 特別機動捜査隊 第72話「ある盲点」（1963年）
- 長い長い旅（1963年）
- ウルトラQ 第4話「マンモスフラワー」（1966年） - 警察官